# Divize D
Moravskoslezská divize – skupina D tvoří společně s ostatními divizními skupinami (A, B, C, E a F) čtvrtou nejvyšší fotbalovou soutěž v Česku. Je řízena Řídící komisí pro Moravu.
Hraje se každý rok od léta do jara se zimní přestávkou. Soutěže se účastní 16 týmů, které se spolu během 30 hracích kol utkávají systémem každý s každým dvoukolovým systémem podzim–jaro.
V celkově 8 sezonách (1965/66 – 1968/69 a 1977/78 – 1980/81) byla Divize D jednou ze skupin 3. nejvyšší soutěže, ve které zpravidla nastupovala moravská a slezská mužstva. V sezonách 2009/10, 2012/13 a 2017/18 byla soutěž dohrána jen s 15 účastníky namísto původních 16.
Od sezony 2019/2020 jsou na Moravě a ve Slezsku zřízeny 3 divizní skupiny po 14 účastnících. Tato změna souvisí s koncem Juniorské ligy a zpětným začleněním B-mužstev některých prvoligových a druholigových týmů do mužských soutěží. Od sezony 2023/24 je účastníků opět 16.
Z důvodu pandemie covidu-19 v Česku byl ročník 2019/2020 z rozhodnutí FAČR ukončen po třinácti odehraných kolech. Stejně tak byl po necelých 10 odehraných kolech ukončen ročník 2020/2021.

## Herní systém
Hraje se každý rok od léta do podzimu, v zimě je soutěž přerušena a na jaře se hrají zbývající utkání. Obvykle se polovina předepsaných zápasů sehraje před přestávkou a zbývající polovina v jarní části.
Soutěže se obvykle účastní 16 týmů. Každé mužstvo s každým soupeřem sehraje dvě utkání, a sice jednou na svém domácím hřišti a jednou na hřišti soupeřově. Mistrem se stává tým s nejvyšším počtem bodů v tabulce.

### Postupující z Divize D do vyšší soutěže (MSFL)
Do Moravskoslezské fotbalové ligy (3. nejvyšší soutěž) postupuje tým umístěný na prvním místě tabulky. Tím je družstvo, které dosáhne během sezóny největšího počtu bodů, v případě rovnosti rozhodují další atributy (větší počet bodů získaný ve vzájemných utkáních → lepší brankový rozdíl ze vzájemných utkání → větší počet branek vstřelený ve vzájemných utkáních → lepší brankový rozdíl ze všech utkání → větší počet branek v celé soutěži → kvalifikační utkání či los).

### Sestupující z Divize D do nižší soutěže
Do příslušných krajských přeborů sestupují zpravidla poslední dva týmy, jejich počet však záleží na sestupech z vyšších soutěží a zájmu o postup z nižších soutěží.

### Postupující z nižších soutěží (krajské přebory) do Divize D
Do Divize D postupují vítězové Přeboru Jihomoravského kraje, Přeboru Vysočiny, dále případně vítěz Přeboru Zlínského kraje a Přeboru Olomouckého kraje s přihlédnutím ke vzdálenostem mezi týmy a dle počtu uvolněných míst v Divizi D, Divizi E a Divizi F.

### Sestupující z vyšší soutěže (MSFL) do Divize D
Týmy sestupující z MSFL do Divizi D jsou týmy spadající oblastně do Přeboru Jihomoravského kraje, Přeboru Vysočiny, dále případně do Přeboru Zlínského kraje a Přeboru Olomouckého kraje s přihlédnutím ke vzdálenostem mezi týmy a dle počtu sestupujících.

## Vítězové
| Ročník  | Vítězný tým                         |
| ------- | ----------------------------------- |
| 1965/66 | TJ Spartak Vsetín                   |
| 1966/67 | TJ Baník OKD Ostrava „B“            |
| 1967/68 | TJ NHKG Ostrava                     |
| 1968/69 | TJ Spartak Vsetín                   |
| 1969/70 | TJ VOKD Poruba                      |
| 1970/71 | TJ Uničovské strojírny Uničov       |
| 1971/72 | TJ Ostroj Opava                     |
| 1972/73 | TJ VP Frýdek-Místek                 |
| 1973/74 | TJ Sigma MŽ Olomouc                 |
| 1974/75 | TJ Baník Havířov                    |
| 1975/76 | TJ Železárny Prostějov              |
| 1976/77 | TJ KPS Brno                         |
| 1977/78 | TJ Slezan Frýdek-Místek             |
| 1978/79 | TJ NHKG Ostrava                     |
| 1979/80 | TJ Železárny Prostějov              |
| 1980/81 | TJ Spartak PS Přerov                |
| 1981/82 | TJ Jiskra Staré Město               |
| 1982/83 | TJ Slovácká Slavia Uherské Hradiště |
| 1983/84 | TJ JZD Slušovice                    |
| 1984/85 | TJ Baník OKD Ostrava jun.           |

| Ročník  | Vítězný tým                         |
| ------- | ----------------------------------- |
| 1985/86 | TJ Uničovské strojírny Uničov       |
| 1986/87 | TJ Drnovice                         |
| 1987/88 | TJ RH Znojmo-Práče                  |
| 1988/89 | TJ Baník ČSA Karviná                |
| 1989/90 | TJ Sigma Dolní Benešov              |
| 1990/91 | TJ Sigma Hranice                    |
| 1991/92 | TJ Spartak Uherský Brod             |
| 1992/93 | FC Boby Brno „B“                    |
| 1993/94 | FC Alfa Slušovice                   |
| 1994/95 | FK VTJ Pares Prušánky               |
| 1995/96 | FC Alfa Slušovice „B“               |
| 1996/97 | TJ Kunovice                         |
| 1997/98 | FC Roubina Dolní Kounice            |
| 1998/99 | FC Elseremo Brumov                  |
| 1999/00 | FC Slovácká Slavia Uherské Hradiště |
| 2000/01 | SK Hanácká Slavia Kroměříž          |
| 2001/02 | 1. SC Znojmo                        |
| 2002/03 | FC Dosta Bystrc-Kníničky            |
| 2003/04 | SK Lipová                           |
| 2004/05 | FC Vysočina Jihlava „B“             |

| Ročník  | Vítězný tým                              |
| ------- | ---------------------------------------- |
| 2005/06 | FK Mutěnice                              |
| 2006/07 | SK Sulko Zábřeh                          |
| 2007/08 | FK APOS Blansko                          |
| 2008/09 | FK Šardice                               |
| 2009/10 | FK Šardice                               |
| 2010/11 | FC Slovan Rosice                         |
| 2011/12 | FC ŽĎAS Žďár nad Sázavou                 |
| 2012/13 | HFK Třebíč                               |
| 2013/14 | MFK Vyškov                               |
| 2014/15 | FC Velké Meziříčí                        |
| 2015/16 | FK Blansko                               |
| 2016/17 | FK Hodonín                               |
| 2017/18 | SFK Vrchovina                            |
| 2018/19 | FK Blansko                               |
| 2019/20 | FC Vysočina Jihlava „B“ (neúplný ročník) |
| 2020/21 | FC Spartak Velká Bíteš (neúplný ročník)  |
| 2021/22 | FK Hodonín                               |
| 2022/23 | TJ Start Brno                            |
| 2023/24 | FC Zbrojovka Brno „B“                    |
| 2024/25 |                                          |
| 2025/26 |                                          |

### Vícenásobní vítězové
- 3 – FK Blansko (2007/08 jako FK APOS Blansko, 2015/16 a 2018/19)
- 2 – FC Vsetín (1965/66 a 1968/69 jako TJ Spartak Vsetín)
- 2 – FC Baník Ostrava „B“ (1966/67 jako TJ Baník OKD Ostrava „B“ a 1984/85 jako TJ Baník OKD Ostrava jun.)
- 2 – FC Ostrava-Jih (1967/68 a 1978/79 jako TJ NHKG Ostrava)
- 2 – SK Uničov (1970/71 a 1985/86 jako TJ Uničovské strojírny Uničov)
- 2 – 1. SK Prostějov (1975/76 a 1979/80 jako TJ Železárny Prostějov)
- 2 – FC SYNOT Slovácká Slavia Uherské Hradiště (1982/83 jako TJ Slovácká Slavia Uherské Hradiště a 1999/00)
- 2 – FC Slušovice (1983/84 jako TJ JZD Slušovice a 1993/94 jako FC Alfa Slušovice)
- 2 – 1. SC Znojmo FK (1987/88 jako TJ RH Znojmo-Práče a 2001/02)
- 2 – FK Šardice (2008/09 a 2009/10)
- 2 – FK Blansko (2015/16 a 2018/19)
- 2 – FC Vysočina Jihlava „B“ (2004/05 a 2019/20)
- 2 – FK Hodonín (2016/17 a 2021/22)

## Historická účast mužstev z Čech
V divizní skupině „D“ zpravidla nastupovala moravská a slezská mužstva (1965–1991), od sezony 1991/92 chybí slezské celky v souvislosti se vznikem divizní skupiny „E“ (1. ročník 1991/92). Historickou účast mužstev z Čech lze rozdělit na tři etapy:

### 1983–1990
- 1983/84 (1) – TJ Spartak Choceň
- 1984/85 (1) – TJ Jiskra TMS Holice
- 1985/86 (1) – TJ Spartak EP Hlinsko
- 1986/87 (1) – TJ Spartak EP Hlinsko
- 1987/88 (2) – TJ Spartak ZVÚ Hradec Králové „B“, VTJ Letec Hradec Králové
- 1988/89 (1) – TJ Spartak ZVÚ Hradec Králové „B“
- 1989/90 (1) – SKP Spartak Hradec Králové „B“

### 2003–2006
- 2003/04 (1) – SK Dekora Ždírec nad Doubravou
- 2004/05 (1) – SK Dekora Ždírec nad Doubravou
- 2005/06 (1) – SK Dekora Ždírec nad Doubravou

### 2007–dosud
- 2007/08 (1) – FC Slovan Havlíčkův Brod
- 2008/09 (1) – SK Dekora Ždírec nad Doubravou
- 2009/10 (1) – FK Pelhřimov
- 2010/11 (1) – FK Pelhřimov
- 2011/12 (2) – FK Pelhřimov, TJ Slavoj TKZ Polná
- 2012/13 (2) – FK Pelhřimov, TJ Slavoj TKZ Polná
- 2013/14 (2) – FK Pelhřimov, TJ Slavoj TKZ Polná
- 2014/15 (3) – FK Pelhřimov, TJ Slavoj TKZ Polná, FC Slovan Havlíčkův Brod
- 2015/16 (4) – FK Pelhřimov, TJ Slavoj TKZ Polná, FC Slovan Havlíčkův Brod, SK Tatran Ždírec nad Doubravou
- 2016/17 (2) – FK Pelhřimov, TJ Slavoj TKZ Polná
- 2017/18 (3) – TJ Slavoj TKZ Polná, SK Tatran Ždírec nad Doubravou, FC Slovan Havlíčkův Brod
- 2018/19 (4) – TJ Slavoj TKZ Polná, SK Tatran Ždírec nad Doubravou, FC Slovan Havlíčkův Brod, AFC Humpolec
- 2019/20 (4) – TJ Slavoj TKZ Polná, SK Tatran Ždírec nad Doubravou, FC Slovan Havlíčkův Brod, AFC Humpolec
- 2020/21 (4) – TJ Slavoj TKZ Polná, SK Tatran Ždírec nad Doubravou, FC Slovan Havlíčkův Brod, AFC Humpolec
- 2021/22 (4) – TJ Slavoj TKZ Polná, SK Tatran Ždírec nad Doubravou, FC Slovan Havlíčkův Brod, AFC Humpolec
- 2022/23 (4) - TJ Dálnice Speřice, SK Tatran Ždírec nad Doubravou, FC Slovan Havlíčkův Brod, AFC Humpolec
- 2023/24 (6) - TJ Dálnice Speřice, SK Tatran Ždírec nad Doubravou, FC Slovan Havlíčkův Brod, AFC Humpolec, FK Maraton Pelhřimov, TJ Slavoj TKZ Polná